# Fédération Internationale de Sambo
Die Fédération Internationale de Sambo (FIAS) ist der internationale Weltverband für die Kampfsportart Sambo. Aktuell sind 75 Nationalverbände in fünf Kontinentalverbänden darin organisiert.

## Geschichte
Sambo wurde bis 1984 durch die Fédération Internationale des Luttes Associées (FILA) vertreten. 1984 gründete sich mit der Fédération Internationale de Sambo ein eigener Weltverband, dem mit Gründung bereits 56 Mitgliedsverbände angehörten. Erster Präsident wurde Fernando Compte. Ein Jahr später wurde die FIAS Mitglied im Global Association of International Sports Federations (GAISF) und offiziell ins Programm der World Games 1993 in den Niederlanden aufgenommen. Die FIAS übernahm ab 1985 auch die Organisation und Austragung der Sambo-Weltmeisterschaften, welche bereits 1973 erstmals in Teheran stattfanden. Auch der Weltcup wurde der FIAS unterstellt. Von 2005 bis 2009 war Wladimir Putin Präsident der FISA.
2006 ratifizierte die FIAS den Anti-Doping Code der Welt-Anti-Doping-Agentur (WADA). Ein Jahr später wurde die FIAS in die Trim and Fitness International Sport for All Association (TAFISA) aufgenommen. 2010 nahm der Verband mit Sambo erstmals an den Welt-Kampfsport-Spielen teil. Seit 2011 hat der Verband eine Vertretung am Standort des Internationalen Olympischen Komitees in Lausanne. Zwei Jahre später gehörte Sambo auf Bestreben der FIAS erstmals zum Programm der Universiade.

## Mitgliedsverbände
| Kontinent               | Kontinentalverband                    | Mitglieder | Beitrittskandidaten                          |
| ----------------------- | ------------------------------------- | --- | -------------------------------------------- |
| Afrika                  | Confédération Africaine de Sambo      | - Algerien - Kamerun - Mauritius - Marokko - Niger - Senegal - Sierra Leone - Tunesien | - Madagaskar - Südafrika - Seychellen        |
| Amerika                 | Pan-American Amateur Sambo Federation | - Kanada - Kolumbien - Mexiko - Panama - Vereinigte Staaten - Venezuela | - Aruba - Bolivien - Brasilien - Puerto Rico |
| Asien                   | Asian Sambo Federation                | - Afghanistan - Indien - Indonesien - Iran - Irak - Japan - Jemen - Jordanien - Kasachstan - Südkorea - Kirgisistan - Libanon - Malaysia - Mongolei - Nepal - Pakistan - Palästina - Philippinen - Singapur - Syrien - Chinesisch Taipeh - Tadschikistan - Thailand - Turkmenistan - Usbekistan |                                              |
| Australien und Ozeanien | Australia/Oceania Sambo Federation    | - Australien - Neuseeland |                                              |
| Europa                  | European Sambo Federation             | - Armenien - Österreich - Aserbaidschan - Belgien - Bulgarien - Deutschland - Zypern - Estland - Finnland - Frankreich - Georgien - Griechenland - Irland - Israel - Italien - Kroatien - Lettland - Litauen - Moldau - Montenegro - Niederlande - Polen - Portugal - Rumänien - Russland - Serbien - Slowakei - Slowenien - Spanien - Schweiz - Tschechien - Ukraine - Vereinigtes Königreich - Belarus | - Bosnien und Herzegowina - Malta            |

## Präsidenten
- 1984–1997  Fernando Compte
- 1997–2005  Tomoyuki Horimai
- 2005  Michail Tichomirow
- 2005–2009  Wladimir Putin
- 2009–2013  David Rudman
- seit 2013  Wassili Schestakow